# Il ladro (film 1939)
Il ladro è un film del 1939 diretto da Anton Germano Rossi.
Il soggetto è tratto da una novella dello stesso regista. 
Ebbe un remake nel 1949, Biancaneve e i sette ladri, diretto da Giacomo Gentilomo.